# Skalní město Velká
Skalní město Velká je skalní město, které se nachází na území obce Kamýk nad Vltavou na levém břehu Vltavy naproti osadě Roviště mezi vesnicemi Velká a Vestec v okrese Příbram ve Středočeském kraji.

## Charakteristika
Skalní město Velká je žulového původu, skály jsou pokryté vegetací. Některé skalní útvary jsou viditelné pouze z hladiny řeky Vltavy. Jednotlivé skály nesou různá místní pojmenování, například Komín, Sfingy, Bába s nůší, Jezdec nebo Supí hlava, zároveň mají odlišná pojmenování od horolezců.
Poprvé toto místo popsal v roce 1929 Emanuel Chalupný ve své knize Vody, kde prohlásil, že by mělo být Skalní město Velká chráněným územím. Ve 20. století byly skály téměř holé, neboť je vypásala stáda koz.

## Horolezecká lokalita
Skály u Velké jsou významnou a oblíbenou středočeskou horolezeckou lokalitou. Celkem je v oblasti, rozčleněné do 25 sektorů, vyznačeno téměř 230 lezeckých cest, z nichž nejobtížnější dosahují stupně 8 až 9 podle stupnice UIAA. Pozoruhodná je také délka cest, z nichž některé dosahují až 40 metrů. Přístup ke skalám je poněkud obtížnější, neboť některé z nich se nacházejí přímo nad hladinou přehrady.

## Zajímavosti
- V roce 2002 se zde natáčely některé záběry z amerického akčního filmu xXx.

## Galerie

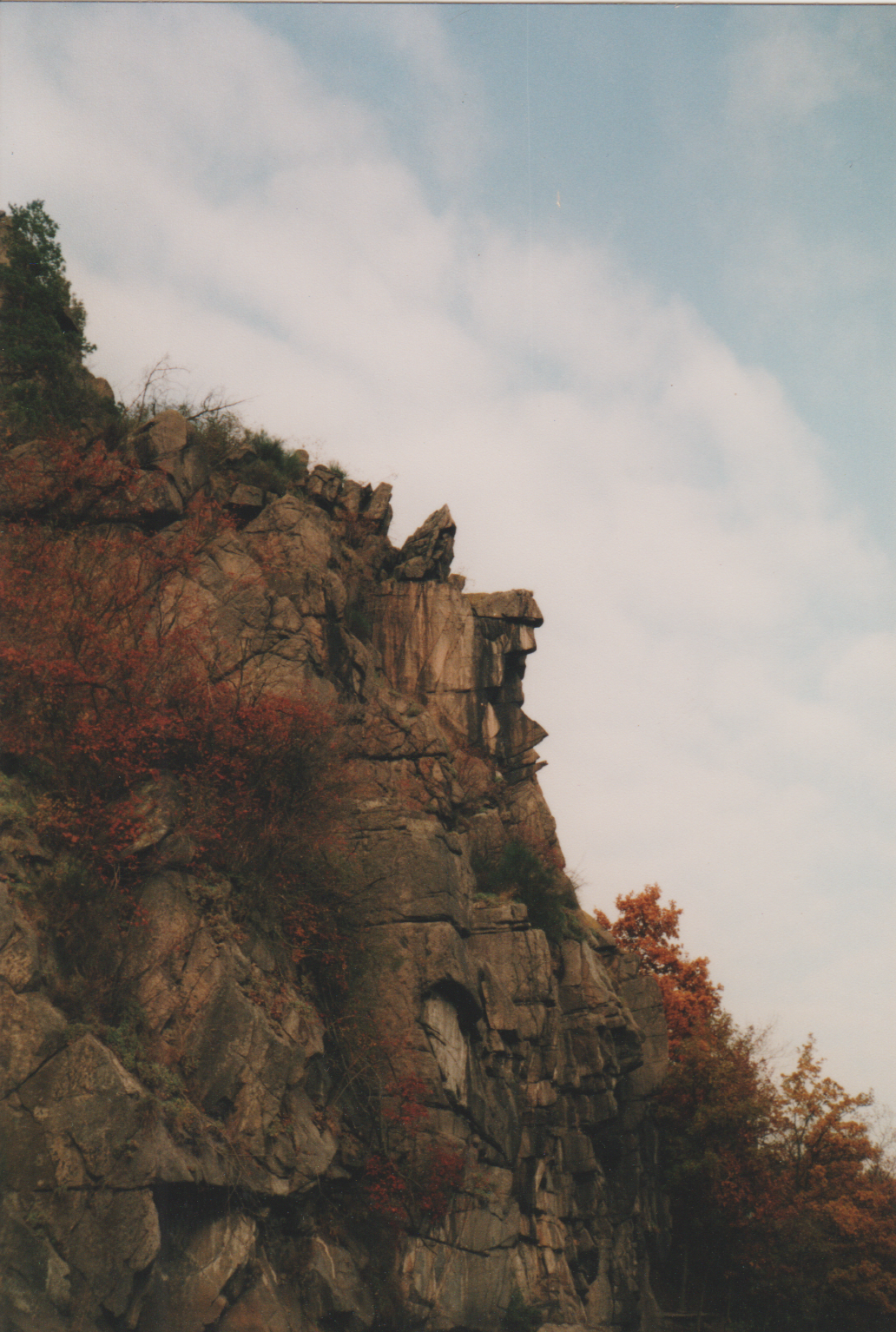
Bába s nůší
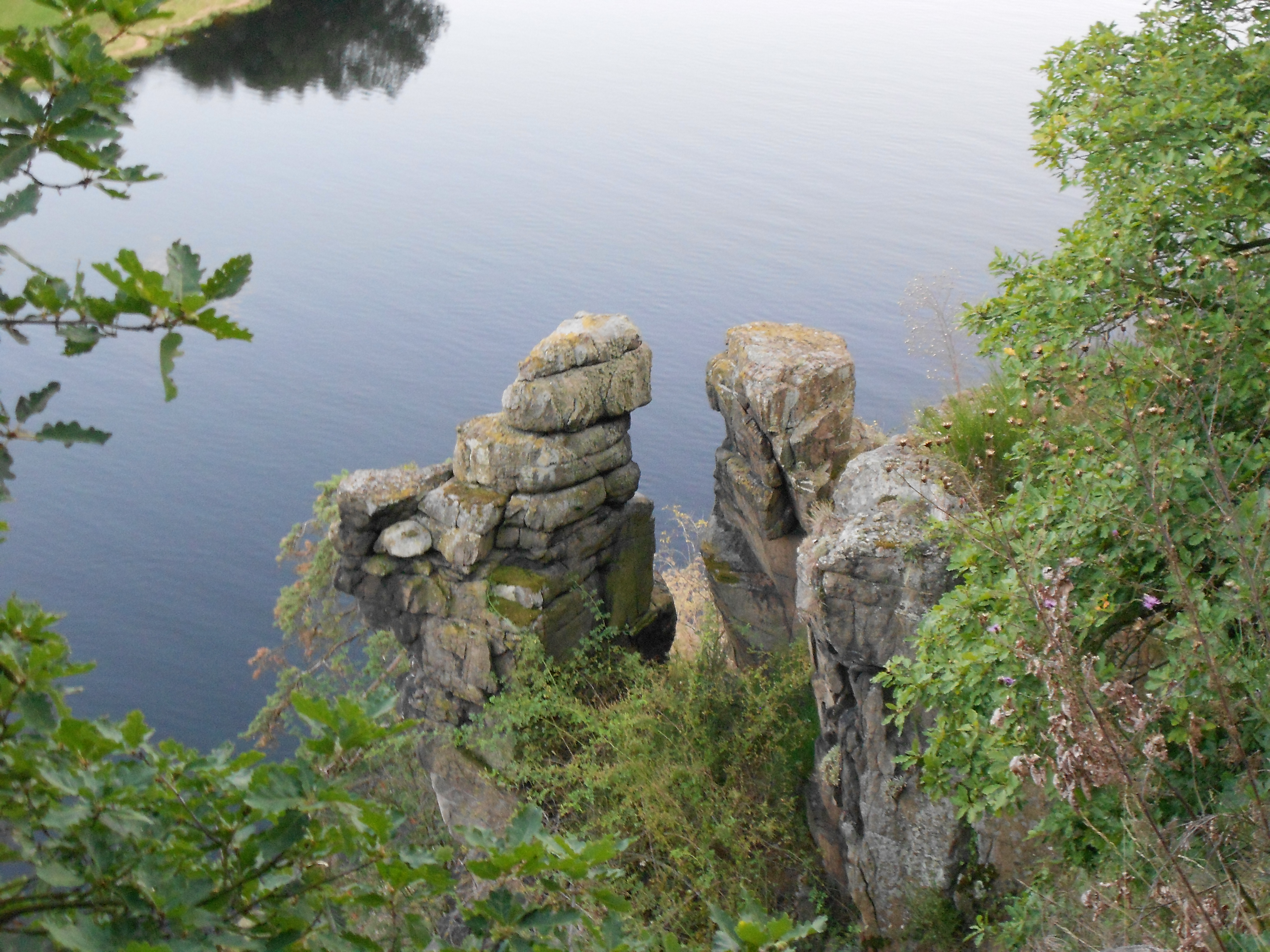
Sfingy
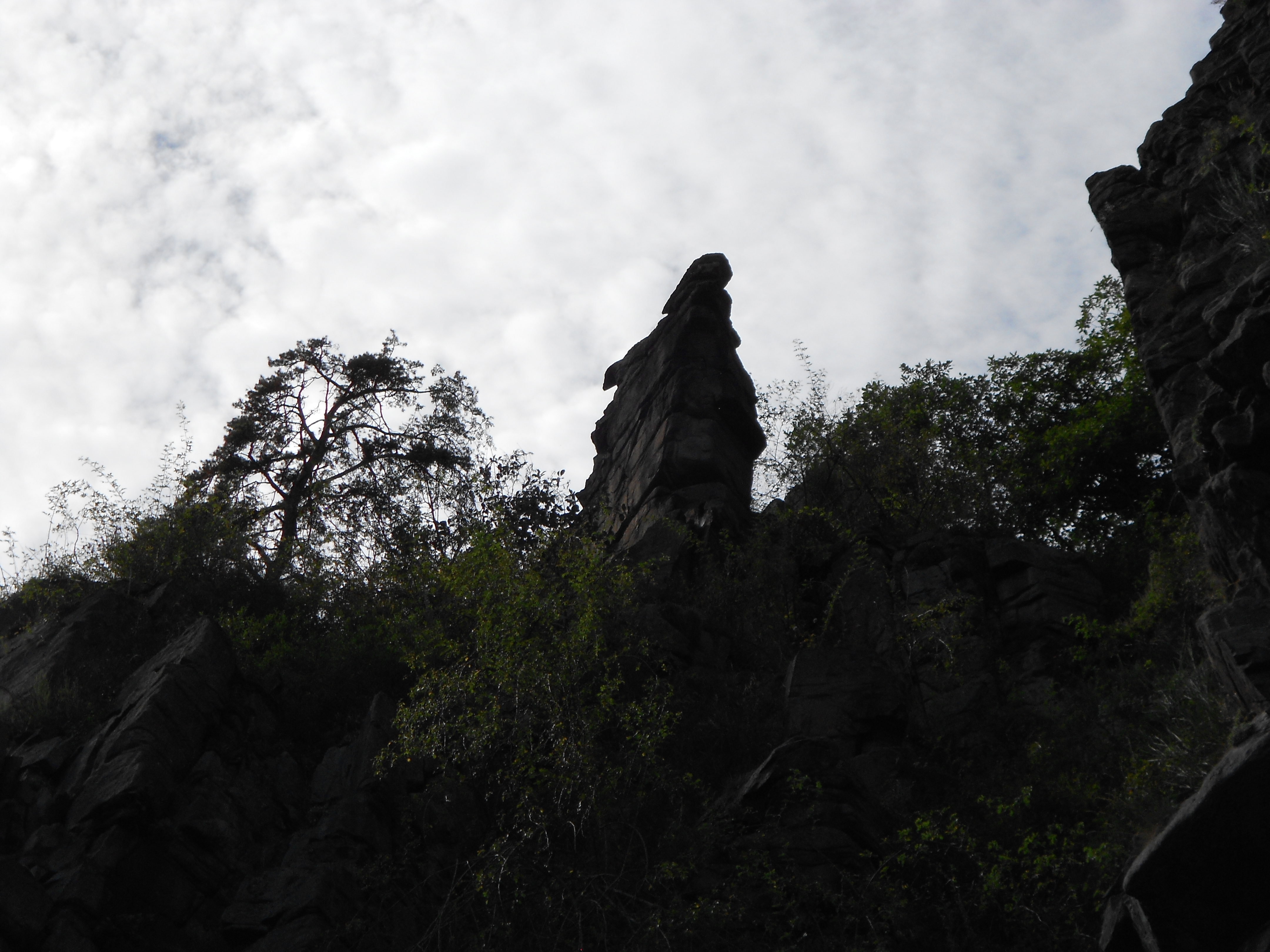
Jezdec na koni